# Megalorhipida leptomeres
Megalorhipida leptomeres is een vlinder uit de familie vedermotten (Pterophoridae). De wetenschappelijke naam van deze soort is voor het eerst geldig gepubliceerd in 1886 door Meyrick.
De soort komt voor in tropisch Afrika.